# Mistrzostwa Polski w curlingu na wózkach
Mistrzostwa Polski w curlingu na wózkach – zawody curlingowe, wyłaniające najlepszą drużynę niepełnosprawnych w kraju. Rozegrano je dotychczas raz, w roku 2008.

## Wyniki
| Rok  | Miasto  | Liczba drużyn | Złoto | Srebro                                                                 | Brąz                                                                               |
| ---- | ------- | ------------- | ----- | ---------------------------------------------------------------------- | ---------------------------------------------------------------------------------- |
| 2008 | Gliwice | 3             | Media Curling Club Warszawa Eugeniusz Błaszczak, Maciej Karaś, Ireneusz Joński, Piotr Sutkowski      | RKC Curlik Ruda Śląska Bogusław Sondej, Szymon Vieth, Stefan Chmielorz | RKC Curlik Ruda Śląska Andrzej Ferfecki, Barbara Mazurkiewicz, Czesław Ławrynowicz |

### Klasyfikacja medalowa
| Klub                        | Złoto | Srebro | Brąz | Razem |
| --------------------------- | ----- | ------ | ---- | ----- |
| Media Curling Club Warszawa | 1     |        |      | 1     |
| RKC Curlik Ruda Śląska      |       | 1      | 1    | 2     |